# Snegle
 "Snegl" omdirigeres hertil. For andre betydninger af Snegl, se Snegl (flertydig).
Snegle er bløddyr af klassen Gastropoda og udgør fire femtedele af alle bløddyrs-arterne. Klassifikationen af sneglene er med de nye muligheder for undersøgelser af DNA meget omstridt. Men traditionelt opdeles sneglene i tre ordner:
- Prosobranchia (Forgællesnegle).
- Opistobranchia (Baggællesnegle).
- Pulmonata (Lungesnegle).

## Anatomi
Sneglene har et afgrænset hoved med sanseorganerne og mund. Snegle har i munden en raspetunge (også kaldt radula), som hos f.eks. den almindelige strandsnegl bliver op til 6-7 centimeter lang. Raspetungen er opbygget af mikroskopiske små tætsiddende tværrækker af hårde spidse tænder, opbygget af kitin og protein. Tænderne fornyes hele tiden, da de slides når sneglen rasper føde af hårde overflader. Under skallen findes sneglens fod – en stor muskuløs flade som sneglen bruger til bevægelse. Inde i skallen findes sneglens krop, der bl.a. består af en indvoldssæk, hjerte, gat, kønsorganer og kappen, der er indvoldssidens glatte rygside. Snegle kan sove i op til tre år.
Hos forgællesneglene er indvoldssækken vredet på en måde, så gællerne kommer til at ligge foran hjertet. Forgællesneglene er særkønnede. Baggællesneglenes indvoldssæk er vredet knapt så meget, så gællerne ligger bagved hjertet. Her findes former både med og uden skal. Baggællesneglene er tvekønnede. Lungesneglene har ikke gæller, men har i stedet udviklet lunger. Sneglene tæller således både vandlevende og landlevende arter. De vandlevende arter er yderligere opdelt i ferskvands- og saltvandsarter. De fleste snegle er plante- eller planktonædere, mens andre er ådselsædere eller egentlige rovdyr, nogle endda kannibaler.
Sneglenes bløde krop er ofte beskyttet af en kalkskal. Dette sneglehus er typisk rundt eller kegleformet og snoet. Overfladen kan være glat, rillet eller have en netstruktur og være enten højre- eller venstresnoet. Snoningen kan have betydning ved artsbestemmelser.

## Traditionel inddeling af sneglene
- Klasse: Gastropoda (snegle)
  - Underklasse: Prosobranchia (Forgællesnegle)
    - Orden: Archaeogastropoda
      - Overfamilie: Pleurotomariacea
      - Overfamilie: Fissurellacea
      - Overfamilie: Patellacea (Albueskæl)
      - Overfamilie: Trochacea
      - Overfamilie: Neritacea

    - Orden: Mesogastropoda
      - Overfamilie: Littorinacea
        - Familie: Littorinidae – Strandsnegle (Almindelig strandsnegl...)

      - Overfamilie: Rissooidea
        - Familie: Hydrobiidae – Dyndsnegle (Stor dyndsnegl...)

      - Overfamilie: Cerithiacea
        - Familie: Turritellidae – Tårnsnegle (Tårnsnegl...)

      - Overfamilie: Epitoniacea
      - Overfamilie: Hippnicacea
      - Overfamilie: Calyptraecea
      - Overfamilie: Strombacea
        - Familie: Aporrhaiidae – Pelikanfodssnegle (Pelikanfod...)

      - Overfamilie: Cypraecea
      - Overfamilie: Tonnacea

    - Orden: Neogastropoda
      - Overfamilie: Muricacea (Muricidae, Thaididae, Columbariidae, Magilidae)
      - Overfamilie: Buccinacea
        - Familie: Buccinidae – (Konksnegle) (Dværgkonk, Konksnegl...)

      - Overfamilie: Volutacea (Olividae, Vasidae, Turbinellidae, Harpidae, Mitridae, Volutidae, Marginellidae)
      - Overfamilie: Conacea (Cancellariidae, Conidae, Terebridae, Turridae)

  - Underklasse: Opisthobranchia (Baggællesnegle)
    - Orden: Cephalaspidea
      - Overfamilie: Acteonacea (Hydatinidae)
      - Overfamilie: Philinacea (Scaphandridae)
      - Overfamilie: Bullacea (Atyidae, Bullidae)

    - Orden: Anaspidea
    - Orden: Sacoglossa
    - Orden: Thecosomata
    - Orden: Gymnosomata
    - Orden: Notaspidea
    - Orden: Nudibranchia – Nøgensnegle
    - Orden: Pteropoda

  - Underklasse: Pulmonata (Lungesnegle)
    - Orden: Systellomatophora
    - Orden: Basommatophora – Ferskvandslungesnegle
      -         - Familie Lymnaeidae – Mosesnegle (Stor mosesnegl, pytsnegl)

    - Orden: Stylommatophora (Landlungesnegle)
      -         - Familie Arionidae (Rød skovsnegl, sort skovsnegl, Brunsnegl, Spansk skovsnegl...)
        - Familie Limacidae (plettet gråsnegl, gråsnegl, kældersnegl, Spansk snegl, Agersnegl...)
        - Familie Helicidae (Lundsnegl, Havesnegl, Vinbjergsnegl...)